# Vlag van Veendam
De vlag van Veendam is de gemeentelijke vlag  van de Groningse gemeente Veendam. De vlag is op 24 mei 1955 bij besluit van burgemeester en wethouders als gemeentelijke vlag ingesteld. De vlag wordt als volgt beschreven:

Drie evenhoge banen van blauw en wit, met op de witte baan het gemeentewapenschild.
— Kl. Sierskma Nederlands Vlaggenboek

## Uiterlijk
De hoogte van de vlag is gelijk aan twee derde van de lengte. De vlag is horizontaal verdeeld in drie banen die allemaal een derde van de hoogte zijn. De bovenste en onderste banen zijn blauw, de middelste is wit. In de middelste baan is in het midden het wapen van Veendam aangebracht. De kleuren zijn ontleend aan die van het gemeentewapen.
Volgens de vlaggendeskundige K. Sierksma stelt de officiële beschrijving echter dat het wapen niet in het midden van de vlag hoort, maar vlak bij de broeking, het deel van de vlag vlak bij de vlaggenmast, geplaatst hoort te worden.

## Geschiedenis
De vlaggenboek van Steenbergen (1870) meldt dat de vlag is effen wit als stadsvlag. Ook de Maatschappij tot Nut der Zeevaart (opgericht in 1817) voerde wit veld met de Nederlandse vlag in het kanton. Het is duidelijk dat de oorspronkelijke Veendamse vlag overwegend de witte kleur is geweest.

Historische vlag (1870)
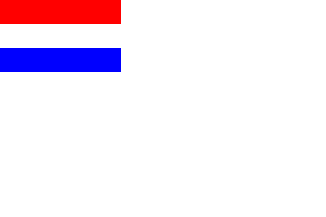
Historische vlag (1938)

## Koopvaardijvlag

Koopvaardijvlag van Veendam

De beschrijving van de koopvaardijvlag is:

Wit met op het midden een zwart monogram van 2 letters V.
— Kl. Sierskma Nederlands Vlaggenboek

De koopvaardijvlag komt uit de Steenbergense vlaggenboek (1870) als de vlag van "Veendam Koopvaardij". De aanduiding "Partikulier", volgend op deze vermelding is onduidelijk. Aangezien echter dezelfde bron voor de Veendamse stadsvlag een geheel wit dundoek vastlegt, ligt het in de reden, dat men ter zee door de toevoeging van het monogram aan de witte vlag een kenmerkend teken meegaf.

## Verwante afbeeldingen

Het wapen van Veendam
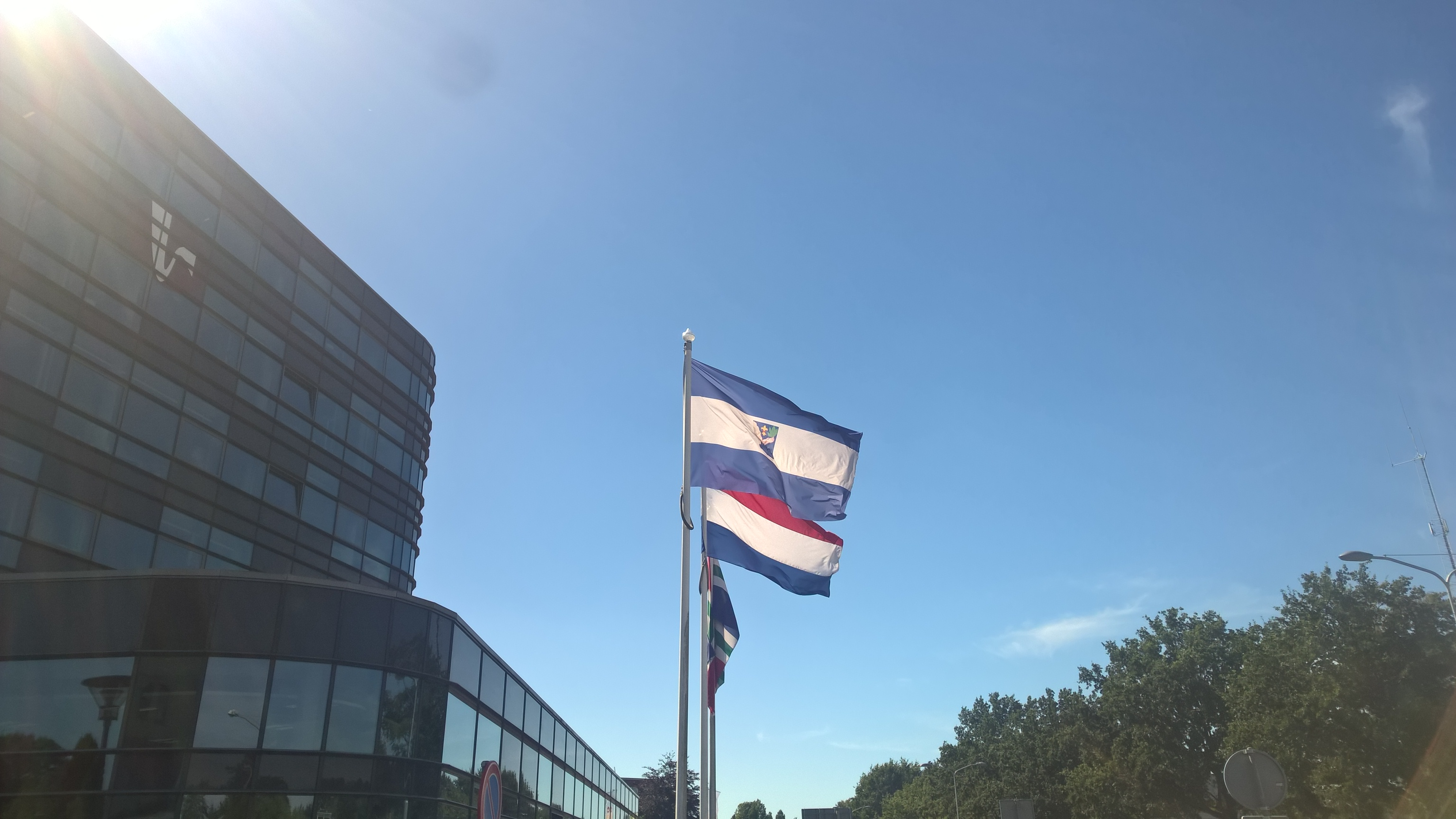
Een wapperende vlag van de gemeente Veendam

Eemsdelta ·
Groningen ·
Het Hogeland ·
Midden-Groningen ·
Oldambt ·
Pekela ·
Stadskanaal ·
Veendam ·
Westerkwartier ·
Westerwolde